# Легіслатура штату Нью-Йорк
Легіслатура штату Нью-Йорк — законодавчий орган американського штату Нью-Йорк, який складається із двох палат: Сенату та Асамблеї. Конституція штату Нью-Йорк не дає назву двом палатам разом, лише говорить що "законодавчу владу в штаті мають Сенат та Асамблея", "легіслатура" є лише загальноприйнятою назвою. Сесійні закони ухвалені Легіслатурою публікуються в офіційному віснику «Закони Нью-Йорка» (англ. Laws of New York). Постійні закони штату Нью-Йорк загального характеру кодифікуються в «Консолідовані закони Нью-Йорка» (англ. Consolidated Laws of New York). Станом на квітень 2020 демократична партія має більшість в обох палат Легіслатури штату Нью-Йорк.

## Законодавчі палати
Вибори до обох палат законодавчого органу проводяться щодва роки, в листопаді парних років. І сенатори, і члени Асамблеї обираються на терміни в два роки. Особа яка балотується до будь-якої з палат має бути громадянином США, проживати в штаті Нью-Йорк протягом останніх п'яти років і у виборчому окрузі, з якого особа балотується, протягом року до виборів. Асамблея складається зі 150 депутатів, які обираються з одномандатних виборчих округів. Конституція дозволяє змінювати кількість сенаторів, але останніми роками їх незмінно 63. Станом на 2009 рік в Легіслатурі штату Нью-Йорк працювало близько 2 700 осіб, що є другою найбільшою кількістю в країні після Генеральної асамблеї Пенсильванії.
Зарплата депутатів Легіслатури складає 120 000 доларів на рік, плюс оплата за кожен сесійний день. Легіслатура Нью-Йорка є одним з лише десяти законодавчих органів штату в США, в якому депутатство є повною зайнятістю, і штат Нью-Йорк є другим найбільшим штатом де депутатство є повною зайнятістю.

## Керівники
Асамблею штату Нью-Йорк очолює Спікер. Сенат де-юре очолює Президент Сенату, і цю посаду завжди займає Віцегубернатор штату Нью-Йорк, який має право голосу лише у випадку коли голоси сенаторів розділились порівну, в такому випадку голос Президента є вирішальним. Зазвичай на засіданнях Сенату головує Тимчасовий Президент або головуючий якого призначає лідер більшості. Спікер Асамблеї та лідер більшості Сенату контролюють призначення до складу комітетів і призначення їх керівників, а також контролюють порядок денний у своїх палатах. Ці дві посади, разом з Губернатором, вважаються найвпливовішими в штаті, ці троє контролюють політичний порядок денний штату.

## Допоміжні служби
Комісія зі складення законопроєктів (англ. Legislative Bill Drafting Commission) допомагає у написанні текстів законопроєктів, дає депутатам поради щодо їх конституційності, завершеності чи очікуваних наслідків, проводить дослідження, публікує та веде облік документів законодавчого органу, видає вісник «Закони Нью-Йорка». Комісією керують два комісари: комісар з адміністрування та комісар з операційної роботи. Вони призначаються спільно Тимчасовим Президентом Сенату та Спікером Асамблеї.

## Партії
На виборах 2018 року демократична партія повернула собі контроль над Сенатом та зміцнила свою більшість в Асамблеї. На початку законодавчої сесії 2019-2020 фракція демократів мала 39 місць в Сенаті з 63, а в Асамблеї 106 місць зі 150. Фракція демократів у Сенаті збільшилась до 40 осіб після повернення до фракції сенатора Сімча Фельдера.

## Конституційні повноваження
Легіслатура штату Нью-Йорк може ухвалювати закони штату. Губернатор штату Нью-Йорк має право накладати вето на законопроєкти, але це вето може бути подолане двома третинами голосів у кожній палати. Також, Легіслатура може вносити проєкти змін до Конституції штату Нью-Йорк. Для цього за подання проєкту змін до конституції повинна проголосувати більшість в кожній палаті, а потім після перевиборів кожна палата має проголосувати знову. В такому випадку подання виноситься на референдум, на якому громадяни штату ухвалюють чи відхиляють проєкт.

## Історія
Легіслатура штату Нью-Йорк бере свій початок з революційного Провінційного конгресу Нью-Йорка, скликаного повстанцями коли Провінційна легіслатура не змогла відправити делегатів на Континентальний конгрес. За свою історію законодавчий орган мав декілька корупційних скандалів, наприклад скандал із "Кавалерією чорного коня" в останній чверті 19-го сторіччя, коли група депутатів шантажувала корпорації, вимагаючи в них гроші, а у випадку несплати ухвалювала закони які руйнували цю корпорацію. Іншим відомим корупційним скандалом є скандал із системою каналів у 1860-их та 1870-их роках, коли депутати виділяли кошти на її ремонт і покращення, а потім через численних підрядників присвоювали собі ці гроші.
В 1840-их роках законодавчий орган штату Нью-Йорк запустив першу в США велику хвилю реформ цивільного судочинства, ухваливши "Кодекс Філда". Цей кодекс надихнув 23 інших штати на подібні реформи, які створили цілком нову концепцію цивільного судочинства.
Першим афроамериканцем обраним до Легіслатури став у 1917 році республіканець Едвард Джонсон. Першими жінками обраними до Легіслатури в 1919 році стали республіканка Іда Самміс та демократка Мері Ліллі. Першою жінкою-афроамериканкою в законодавчому органі стала Бессі Б'юкенен в 1955 році. В 1920 році п'ятеро членів Асамблеї були виключені з неї за належність до Соціалістичної партії.

## Чинні лідери
Сенат
- Тимчасовий Президент Сенату: Андреа Стюарт-Казінс (демократка)
- Лідер більшості: Андреа Стюарт-Казінс (демократка)
- Лідер меншості: Джон Фланаган (республіканець)

Асамблея
- Спікер Асамблеї: Карл Хесті (демократ)
- Лідер більшості: Крістал Піпл-Стоукс (демократка)
- Лідер меншості: Вільям Барклей (республіканець)